# Strada statale 402 Valeriana
La strada statale 402 Valeriana (SS 402), fino al 2021 strada provinciale ex SS 402 Valeriana (SP ex SS 402) in provincia di Como, strada provinciale 4 Valeriana Occidentale (SP 4) in provincia di Sondrio, è una strada statale italiana.

## Percorso
Ha inizio nel territorio comunale di Gera Lario in località Fabbrichetta, distaccandosi dalla strada statale 340 dir Regina subito dopo che essa abbia varcato il fiume Mera con il ponte del Passo.
Dopo un brevissimo tratto entra nella provincia di Sondrio dove attraversa Dubino (qui incrocia la strada statale 36 del Lago di Como e dello Spluga) per iniziare a costeggiare l'Adda a ritroso lungo la riva destra, toccando le località di Mantello e Traona.
Termina il suo percorso a Morbegno, innestandosi sulla strada statale 38 dello Stelvio.
In seguito al decreto legislativo n. 112 del 1998, dal 2001, la gestione è passata dall'ANAS alla Regione Lombardia che ha provveduto al trasferimento dell'infrastruttura al demanio della Provincia di Como e della Provincia di Sondrio per le tratte territorialmente competenti.
Seguendo il DPCM del 21 novembre 2019, nell'anno 2021 è riclassificata come strada statale e tornata in gestione di ANAS.